# Diede Zillinger Molenaar
Diede Zillinger Molenaar (Nederland, 16 november 1980) is een Nederlandse acteur.
In 2005 was de acteur voor het eerst te zien in een Nederlandse serie Enneagram waar hij een straatagent vertolkte en kreeg vervolgens een rol aangeboden in een film Wild Romance waar hij Gerrit speelde. De acteur kreeg pas vanaf 2008 een grotere rol in acteren en speelde in de politieserie Flikken Maastricht waar hij de rol van Henkie Lampekap 4 afleveringen vertolkte tot 2014 en speelde in de serie De Troon, de rol van Van Regteren en in De avonturen van Kruimeltje waar hij verschillende rollen vertolkte in 5 afleveringen. In het jaar 2014 speelde hij ook nog in de film Toen was geluk heel gewoon.

## Filmografie

### Televisieseries
- 2015: Moordvrouw
- 2014: Nieuwe buren - Junk (2 afleveringen)
- 2010: De avonturen van Kruimeltje - Dokter, Suppoost, Fabrieksbaas (5 afleveringen)
- 2010: De Troon - Van Regteren (2 afleveringen)
- 2008, 2014: Flikken Maastricht - Henkie Lampekap (4 afleveringen)
- 2008: Sterke verhalen uit Zoutvloed - Blowende vriend (1 aflevering)
- 2008: Voetbalvrouwen - Herman (1 aflevering)
- 2006: Baantjer - Henk Dekker (1 aflevering)
- 2006: Rauw! - Jasper (2 afleveringen)
- 2005: Enneagram - Straatagent (1 aflevering)

### Films
- 2014: Toen was geluk heel gewoon - Agent
- 2012: Ik wil je - Carel
- 2006: Wild Romance - Gerrit